# روس توماس (كاتب)
روس توماس (بالإنجليزية: Ross Thomas)‏ (و. 1926 – 1995 م) هو كاتب، وروائي، وكاتب سيناريو أمريكي، ولد في أوكلاهوما سيتي، أوكلاهوما، توفي في سانتا مونيكا، كاليفورنيا، عن عمر يناهز 69 عاماً، بسبب سرطان.

## جوائز
حصل على جوائز منها:
- جائزة إدغار.

## وصلات خارجية
- روس توماس على موقع IMDb (الإنجليزية)
- روس توماس على موقع أول موفي (الإنجليزية)
- روس توماس على موقع قاعدة بيانات الأفلام السويدية (السويدية)
- روس توماس على موقع قاعدة بيانات الفيلم (الإنجليزية)
- روس توماس على موقع كينوبويسك (الروسية)